# George Biddell Airy
George Biddell Airy (Alnwick, 27 de julio de 1801 - Greenwich, 2 de enero de 1892) fue un astrónomo y matemático inglés.
Profesor de astronomía en Cambridge (1826-1835), fue nombrado astrónomo real (1835-1881), dirigió el observatorio de Cambridge (1828), al que dio gran impulso, y el de Greenwich (1835-1886), al que reorganizó y dotó de aparatos más modernos.
Realizó numerosas investigaciones en el campo de la física matemática y la matemática aplicada a los cálculos astronómicos: en el campo de la astronomía observacional legó a la posteridad el "disco de Airy", el tamaño mínimo aparente de una estrella (o fuente puntual de luz) debido a la difracción de la luz en el objetivo del telescopio.
Es citado en numerosos libros de historia de la astronomía por no haber sabido reconocer la importancia de los cálculos de John Couch Adams para el descubrimiento del planeta Neptuno.

## Biografía

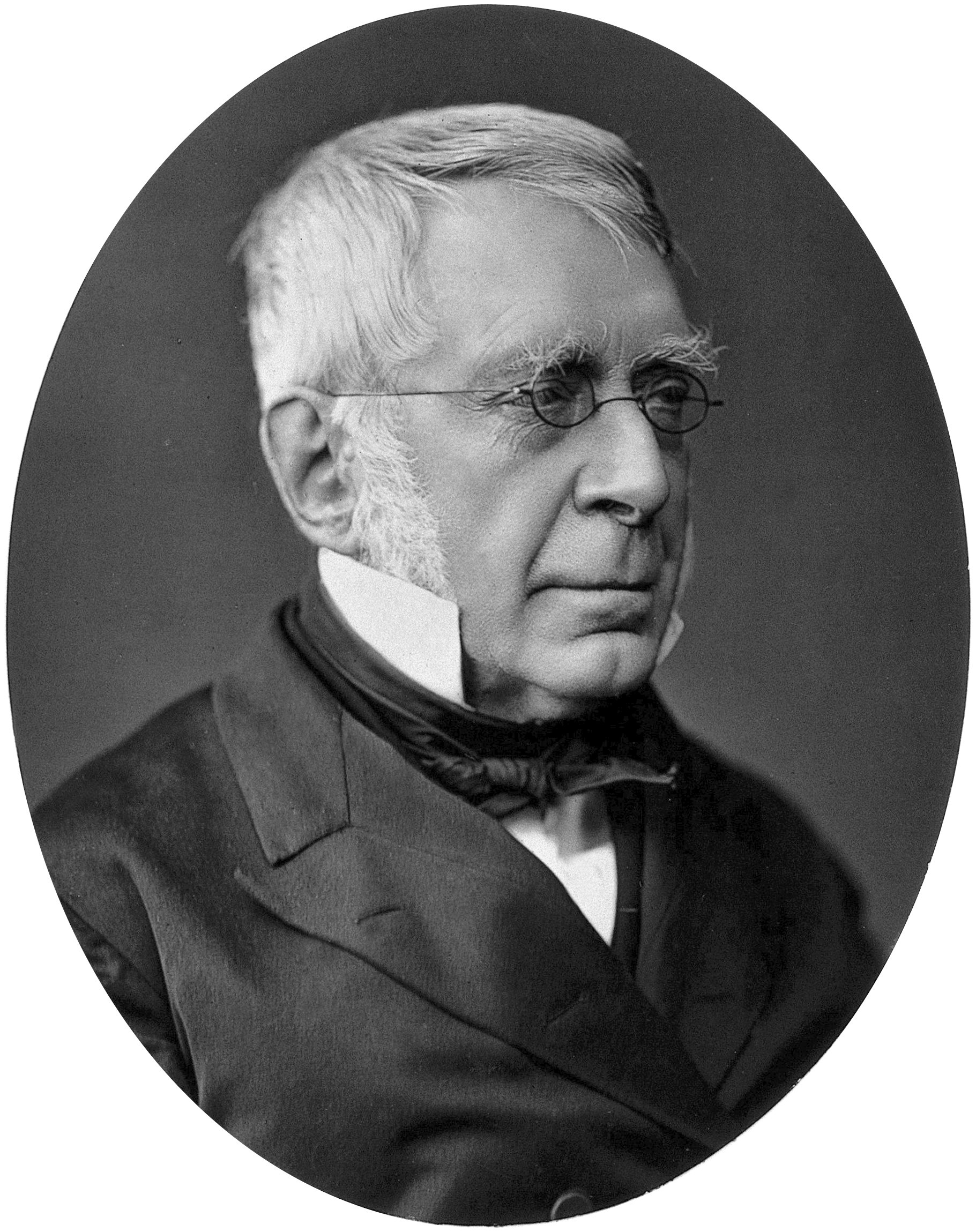
George Biddell Airy

Airy nació en Alnwick, descendiente de una familia con muchos miembros del mismo nombre residente en Kentmere, en Westmorland desde el siglo XIV. La rama a la que pertenecía se mudó a Lincolnshire huyendo de la Revolución inglesa, y se convirtieron en granjeros. Airy se educó en las escuelas primarias en Hereford, y posteriormente en la en Colchester Royal Grammar School.. A pesar de ser un niño introvertido, Airy ganó popularidad entre sus compañeros de clase gracias a su gran habilidad en la construcción de cerbatanas.
Desde los trece años de edad, permaneció frecuentemente con su tío, Arthur Biddell en Playford, Suffolk. Biddell presentó a Airy a su amigo Thomas Clarkson, el abolicionista del comercio de esclavos que vivía en Playford Hall. Clarkson había estudiado matemáticas de Cambridge, y examinó a Airy sobre los clásicos y posteriormente consiguió que el joven Airy fuera examinado por un miembro del Trinity College (Cambridge) sobre sus conocimientos en matemáticas. Como resultado, ingresó en el Trinity College en 1819, como un sizar, lo que significa que pagó una tarifa reducida, pero que tuvo que trabajar como sirviente para compensar la reducción de honorarios. Allí desarrolló una brillante carrera, y parece haber sido reconocido casi inmediatamente como el estudiante más destacado de su promoción. En 1822 fue elegido autoridad del Trinity, y al año siguiente se graduó como senior wrangler y obtuvo el primer Premio Smith. El 1 de octubre de 1824 fue elegido miembro del Trinity, y en diciembre de 1826 fue nombrado Profesor Lucasiano de matemáticas sucediendo a Thomas Turton. Ocupó la cátedra durante poco más de un año, siendo elegido en febrero de 1828 Profesor Plumiano de Astronomía y director del nuevo Observatorio de Cambridge. En 1836 fue elegido miembro de la Royal Society y en 1840, miembro extranjero de Real Academia de las Ciencias de Suecia. En 1859 se convirtió en miembro extranjero de la Real Academia de Artes y Ciencias de los Países Bajos.

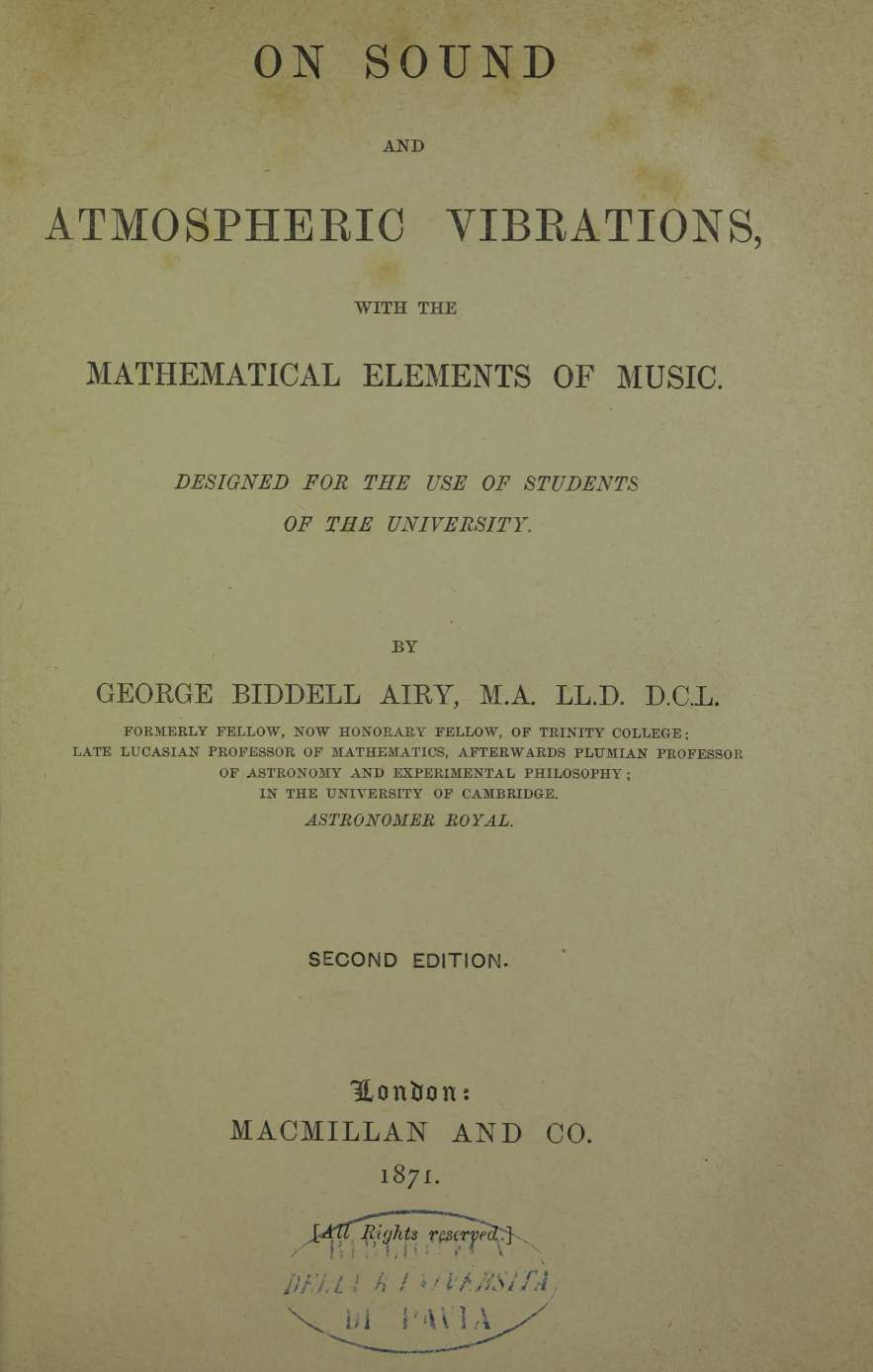
On sound and atmospheric vibrations with the mathematical elements of music, 1871

## Eponimia
- En 1935 se decidió en su honor llamarle «Airy» a un cráter lunar.[9]
- El cráter marciano Airy también lleva su nombre.[10]
- Las llamadas funciones de Airy toman su nombre de sus trabajos sobre la ecuación de Airy.